# قادرآباد (مقاطعة فسا)
قادرآباد (بالفارسية: قادرآباد) هي قرية تقع في قسم ششده الريفي في إيران. يقدر عدد سكانها بـ 223 نسمة بحسب إحصاء 2016.